# Twinsburg
Twinsburg és una població dels Estats Units a l'estat d'Ohio. Segons el cens del 2000 tenia 17.006 habitants.

## Demografia
Segons el cens del 2000, Twinsburg tenia 17.006 habitants, 6.641 habitatges, i 4.695 famílies. La densitat de població era de 527,8 habitants per km².
Dels 6.641 habitatges en un 35,5% hi vivien nens de menys de 18 anys, en un 60,7% hi vivien parelles casades, en un 7,7% dones solteres, i en un 29,3% no eren unitats familiars. En el 24,9% dels habitatges hi vivien persones soles el 8,6% de les quals corresponia a persones de 65 anys o més que vivien soles. El nombre mitjà de persones vivint en cada habitatge era de 2,54 i el nombre mitjà de persones que vivien en cada família era de 3,08.
Per edats la població es repartia de la següent manera: un 26,7% tenia menys de 18 anys, un 5,1% entre 18 i 24, un 35,5% entre 25 i 44, un 21,6% de 45 a 60 i un 11,2% 65 anys o més.
L'edat mediana era de 36 anys. Per cada 100 dones de 18 o més anys hi havia 88,2 homes.
La renda mediana per habitatge era de 61.638 $ i la renda mediana per família de 72.634 $. Els homes tenien una renda mediana de 51.489 $ mentre que les dones 33.194 $. La renda per capita de la població era de 27.708 $. Aproximadament l'1,6% de les famílies i el 2,1% de la població estaven per davall del llindar de pobresa.

## Poblacions més properes
El següent diagrama mostra les poblacions més properes.